# P.A. Semi
P.A. Semi (oorspronkelijk Palo Alto Semiconductor) was een Amerikaans halfgeleiderbedrijf opgericht in Santa Clara (Californië) in 2003. Het bedrijf ontwikkelde de PWRficient PA6T-1682M CPU, die werd gebruikt in de AmigaOne X1000. P.A. Semi werd in april 2008 overgenomen door Apple.

## Geschiedenis
P.A. Semi werd opgericht door Daniel W. Dobberpuhl, die voorheen de hoofdontwerper was van DEC Alpha- en StrongARM-processors. Het bedrijf had een technisch team van 150 medewerkers in dienst, waaronder mensen die eerder aan processors als Itanium, Opteron en UltraSPARC hadden gewerkt.
P.A. Semi concentreerde zich op het ontwerpen van krachtige en energiezuinige Power ISA-processors. Deze PWRficient-processors waren gebaseerd op de PA6T-processorkern. De PA6T was de eerste Power ISA-kern in tien jaar die niet ontworpen was door een lid van de AIM-alliantie (Apple, IBM of Motorola/Freescale). P.A Semi had zelf geen productiefaciliteiten, maar omdat Texas Instruments een van de investeerders in P.A. Semi was werd er gesuggereerd dat hun fabrieken zouden gebruikt worden om de PWRficient-processors te vervaardigen. In het vierde kwartaal van 2007 werden de PWRficient-processors wereldwijd uitgebracht.
Er gingen geruchten dat P.A. Semi banden had met Apple en dat Apple een belangrijke afnemer zou worden van de PWRficient-processors voor gebruik in zijn laptops. Daar kwam een einde aan met de transitie van Mac naar Intel-processors, toen Apple aankondigde dat ze voor hun hele computerlijn zouden overstappen van de PowerPC naar Intel Core-processors.

## Overname door Apple
Op 23 april 2008 maakte Apple bekend dat ze P.A. Semi hadden overgenomen voor $278 miljoen. In de overname zat ook P.A. Semi's 150-koppige technische team. De eerdere banden van Apple met P.A. Semi zouden erop kunnen wijzen dat Apple hun processors kon gebruiken. P.A. Semi produceerde echter alleen Power ISA-processors, terwijl Apple twee jaar eerder al volledig overgeschakeld was op Intel-processors en de processors van P.A. Semi dus helemaal niet nodig had.
Op 11 juni 2008, tijdens de jaarlijkse Worldwide Developer's Conference, verduidelijke Apple-CEO Steve Jobs dat de overname bedoeld was om het talent van de ingenieurs van PA Semi toe te voegen aan het personeelsbestand van Apple om te helpen bij het bouwen van op maat gemaakte chips voor de iPod, iPhone en andere toekomstige mobiele apparaten zoals de iPad. P.A. Semi verklaarde dat ze bereid waren hun PWRficient PA6T-1682M-chip tot het einde van zijn levensduur te blijven leveren, als de Power ISA-licentie die P.A. Semi van IBM verkregen had zou kunnen overgedragen worden aan het overnemende bedrijf.